# 老千 (電影)
《老千》（韓語：타짜）為2006年由崔東勳執導的韓國電影，改編自許英萬、金世榮創作的同名漫畫。累積觀影人次達568萬人。

## 角色
| 演員   | 角色           | 角色介紹                                                                 |
| 曹承佑 | 高尼           | 因朴錫茂出千而將姐姐的贍養費輸掉。離開家鄉尋仇並拜平先生為師。           |
| 柳海真 | 高光烈         | 高尼的搭檔。替高尼還錢見過幼年的咸大吉。最後因出千被老鬼發現而廢掉右手。 |
| 白潤植 | 平先生(平京長) | 三大老千之一。最後被鄭女士買兇殺害。                                     |
| 金惠秀 | 鄭女士         | 賭場老闆，專門詐騙有錢人。喜歡高尼。                                     |
| 金允錫 | 老鬼           | 三大老千之一。                                                           |
| 金應洙 | 郭哲勇         | 地下賭場老闆。喜歡華蘭。                                                 |
| 金相浩 | 朴武錫         | 在郭哲勇底下做事。因幫忙高尼而被郭哲勇殺害。                             |
| 白道斌 | 龍海           | 郭哲勇的保鑣。                                                           |
| 李水京 | 華蘭           | 高尼的女友。                                                             |
| 金正蘭 | 世蘭           | 高光烈的女友。                                                           |
| 朱鎮模 | 獨耳           | 三大老千之一。曾因出千被老鬼發現而廢掉左手並砍掉一隻耳朵。               |

## 獎項
- 2006年 第2屆大韓民國大學電影節[3]

男主角奖（曹承佑）
女主角奖（金惠秀）
- 2006年 第14屆春史電影獎

女主角奖（金惠秀）
編輯獎
- 2006年 第27屆青龍電影獎

最佳女主角（金惠秀）
最佳攝影獎
人氣明星奖（金惠秀）
- 2007年 第43屆百想藝術大獎

大賞
最佳導演賞（崔東勳）
- 2007年 第8屆Newport Beach Film Festival[4]

男主角奖（曹承佑）
女主角奖（金惠秀）
- 2007年 第44屆大鐘獎

最佳男配角（金允錫）
最佳服飾
- 2007年 第1屆大韓民國電影演技大賞

男主角奖（曹承佑）
女主角奖（金惠秀）

## 外部連結
- NAVER電影 （页面存档备份，存于）
- daum （页面存档备份，存于）
- 韓國電影數據庫KMDb （页面存档备份，存于）
- 互联网电影数据库（IMDb）上《泰沙大豪客》的资料（英文）